# The Sun Never Shone that Day
«The Sun Never Shone That Day» es el cuarto sencillo del sexto álbum de estudio de a-ha, Minor Earth, Major Sky.
«The Sun Never Shone That Day» es la quinta canción del álbum y dicha versión es la que se presenta en el sencillo.
El sencillo, de uso exclusivamente promocional, salió en Noruega el 21 de septiembre de 2000. Más adelante, el 26 de febrero de 2001 saldría en Alemania igualmente sólo de carácter promocional.
El sencillo no cuenta con vídeo musical.

## Listado de canciones
Sólo salió en formato CD y debido a su carácter promocional sólo presenta el tema de título, salvo una excepción.

### CD-Single
Noruega:
- 1. "The Sun Never Shone That Day" (4:39)

Alemania:
- 1. "The Sun Never Shone That Day (Radio Edit)" (3:30)

Otra versión incluía dos pistas:
- 1. "The Sun Never Shone That Day (Radio Edit)" (3:40)
- 2. "The Sun Never Shone That Day" (3:44)

- Datos: Q7767348